# Diepreye Alamieyeseigha

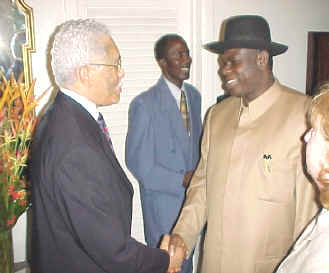
Diepreye Alamieyeseigha mit dem US-amerikanischen Botschafter (2001)

Diepreye Solomon Peter Alamieyeseigha (* 16. November 1952 in Amassoma, Nigeria; † 10. Oktober 2015 in Port Harcourt, Nigeria) war ein nigerianischer Politiker. Er war Gouverneur des Bundesstaates Bayelsa und wurde wegen Verdachts auf Geldwäsche in London festgenommen. Zuletzt war er in Nigeria inhaftiert.

## Gouverneur
Alamieyeseigha war Staatsbeamter, bevor er 1974 in die nigerianische Luftwaffe eintrat, die er 1992 wieder verließ. Sein Gegner in der Gouverneurswahl 1999 warf ihm vor, freiwillig aus dem Militär ausgetreten zu sein, um nicht wegen Betruges entlassen zu werden. Als Mitglied der People’s Democratic Party war er vom 29. Mai 1999 bis zum 9. Dezember 2005 Gouverneur des ölreichen Bundesstaates Bayelsa.

## Verhaftung
Am 15. Dezember 2004, bei einer Reise nach England, wurde Diepreye Alamieyeseigha unter Berufung auf Hinweise der nigerianischen Kommission für Wirtschafts- und Finanzkriminalität (EFCC) am Flughafen London Heathrow festgenommen. Er wurde verdächtigt, bis zu 11 Millionen Euro Staatsgelder veruntreut und damit eine Erdölraffinerie in Ecuador und mehrere Residenzen im Ausland erworben zu haben. Die britische Polizei stellte in London ca. 2,4 Millionen Euro sicher, deren Besitz Alamieyeseigha jedoch bestritt. Im Februar 2023 unterzeichneten die Vereinigten Staaten von Amerika mit Nigeria ein Abkommen über die Rückerstattung von etwa einer Million Dollar, die von Deprieye Alamieyeseigha unterschlagen wurden.

## Rückkehr nach Nigeria
Nachdem Diepreye Alamieyeseigha gegen Kaution für zwei Monate entlassen worden war, floh er mit gefälschten Papieren und angeblich als Frau verkleidet aus England und tauchte am 21. September 2005 wieder in Nigeria auf. Die Einwohner Bayelsas feierten ihn als Widerstandskämpfer gegen die nigerianische Regierung, die ihnen die meisten Einnahmen aus der Erdölförderung im Nigerdelta vorenthält. Als er von der People’s Democratic Party ausgeschlossen und vom Parlament von Bayelsa seines Amtes enthoben worden war und damit seine politische Immunität verlor, wurde er am 9. Dezember 2005 erneut festgenommen. Rebellenorganisationen wie das Movement for the Emancipation of the Niger Delta forderten seither seine Freilassung.

## Hintergrund
Diepreye Alamieyeseigha wurde am 16. November 1952 in Amassoma, Bundesstaat Bayelsa, geboren. Er besuchte die Bishop Dimeari Grammar School in Yenagoa. 1974 trat er als Offiziersanwärter in die Nigerianische Verteidigungsakademie ein und wechselte anschließend zur nigerianischen Luftwaffe, wo er in der Abteilung für Logistik und Versorgung diente. Er hatte verschiedene Positionen bei der Luftwaffe in Enugu, Makurdi, Kaduna und Ikeja inne. Alamieyeseigha schied 1992 als Staffelführer aus der Luftwaffe aus.
Nach seinem Ausscheiden aus der Luftwaffe wurde er alleiniger Verwalter von Pabod Supplies Port Harcourt. Später wurde er Leiter für Budget, Planung, Forschung und Entwicklung der National Fertiliser Company (NAFCON).